# Trebišov
Trebišov (allemand : Trebischau ; hongrois : Tőketerebes) est une ville de région de Košice, en Slovaquie, dans l'ancien comitat hongrois de Zemplín.

## Géographie

### Situation
Trebišov se situe dans la plaine de Slovaquie de l'est au confluent des rivières Drehňovca et Trnavka, à proximité de la rivière Ondava.

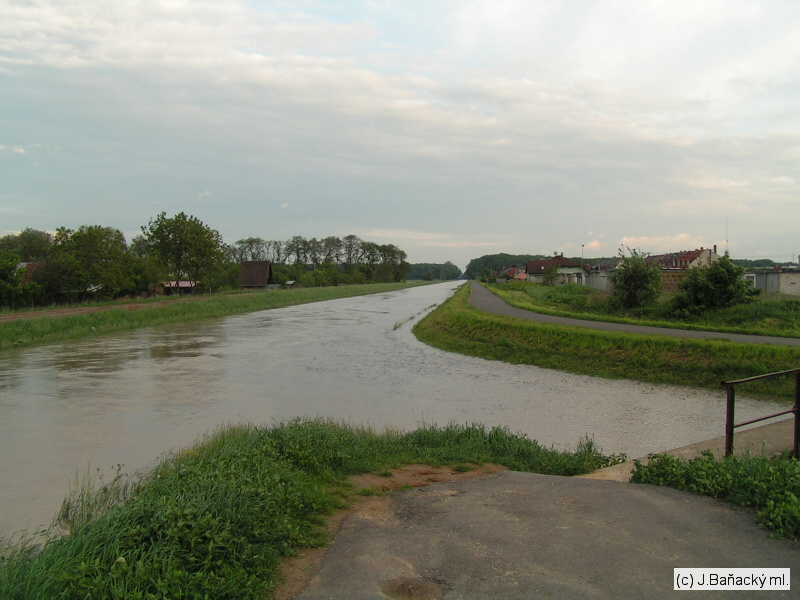
Confluence des rivières Drehňovca et Trnavka lors d'inondation en mai 2005

### Quartiers
Quartier (Mestské časti):
- Milhostov
- Nový Majer
- Olšina

Cités résidentielles bâties en hauteur (Sídliská):
- Juh (sud)
- Sever (nord)
- Stred (centre)

Autres quartiers et hameaux:
- Vojenské Lúčky
- Nová Koronč
- Paričov
- Stará Koronč
- Čeriaky
- Sady

### Climat
| Mois                     | jan. | fév. | mars | avril | mai | juin | jui. | août | sep. | oct. | nov. | déc. | année |
| ------------------------ | ---- | ---- | ---- | ----- | --- | ---- | ---- | ---- | ---- | ---- | ---- | ---- | ----- |
| Température moyenne (°C) | −3,8 | −1,9 | 3,2  | 9,5   | 15  | 18,2 | 20,3 | 19,4 | 15,3 | 9,3  | 3,9  | −0,5 | 8,6   |
| Précipitations (mm)      | 30   | 26   | 25   | 38    | 59  | 76   | 70   | 70   | 43   | 42   | 47   | 39   | 565   |

## Histoire
La plus ancienne mention de Trebišov remonte à 1254. À cette époque, le château Parič et le bourg appartiennent au seigneur Andronik de Trebišov.
En l'an 1349, le roi de Hongrie Charles d'Anjou fit donation du château et de la seigneurie de Trebišov mais en 1343 le fief fut de nouveau territoire royal. En 1387, il fut offert au seigneur Pierre de Perín. La famille Períny conserva le fief 180 ans. Après la bataille de Mohács de 1526 Trebišov retourna à la famille Drugeth.
La ville reçu des privilèges en 1439. Ces privilèges étant limités, Trebišov fut jusqu'à la Renaissance une petite ville vassale. Entre 1502 et 1530, un couvent de l'ordre de Saint Paul le premier ermite fut présent dans la ville et fut même un moment propriétaire du fief au XVIe siècle. En 1630, 100 ans après la dissolution du couvent, celui-ci fut recréé dans le cadre de la Contre-Réforme. Le Château de Parič résista aux assauts tatars de 1566 mais les armées de Gabriel Bethlen le conquirent en 1620 et en 1686, les troupes sous le commandement d'Imre Thököly le détruisirent.

## Démographie

### Évolution de la population
| Année:               | 1994.  | 2004.   | 2014.   | 2024.   |
| -------------------- | ------ | ------- | ------- | ------- |
| Nombre de personnes: | 21 824 | 22 934  | 24 500  | 22 780  |
| Différence:          |        | +5,08 % | +6,82 % | -7,02 % |

| Année:               | 2023.  | 2024.   |
| -------------------- | ------ | ------- |
| Nombre de personnes: | 22 812 | 22 780  |
| Différence:          |        | -0,14 % |

## Architecture
Les monuments historiques ne sont pas nombreux.
Parmi ceux-ci on compte deux églises, l'une catholique romaine, dédiée à la Vierge Marie, l'autre gréco-catholique datant de 1817.
Entre ces deux églises, une colonne dédiée à la Vierge Marie (Immaculée) réalisée au début du XIXe siècle par un artiste inconnu. On peut la classer dans le style rococo avec des éléments classiques. Elle est surmontée par une sculpture de la Vierge Marie avec à sa droite Saint Jean Népomucène et à sa gauche le patron et protecteur de la cité contre les incendies Saint Florian.
À proximité des deux églises, un château baroco-classique de 1786 abrite le musée dans un parc où l’on peut également voir un mausolée de la famille de Gyula Andrássy ainsi que les ruines du château Parič. Ce dernier fut construit vers le XIIIe siècle, probablement après les invasions tatares dans la région. La première mention écrite du château se trouve sur un acte de donation de 1327 où il figure sous le nom de Castrum Parys. En 1684, il fut pris par les troupes de Imre Thököly et, deux ans après, il fut détruit par une explosion de poudre à canon. En 1786, les ruines furent utilisées comme matériaux de construction pour le château baroco-classique. Les dernières destructions furent l'œuvre des armées soviétiques et tchécoslovaques durant la seconde moitié du XXe siècle qui l'utilisèrent pour leurs exercices de tirs. Actuellement il ne reste qu'un seul mur.

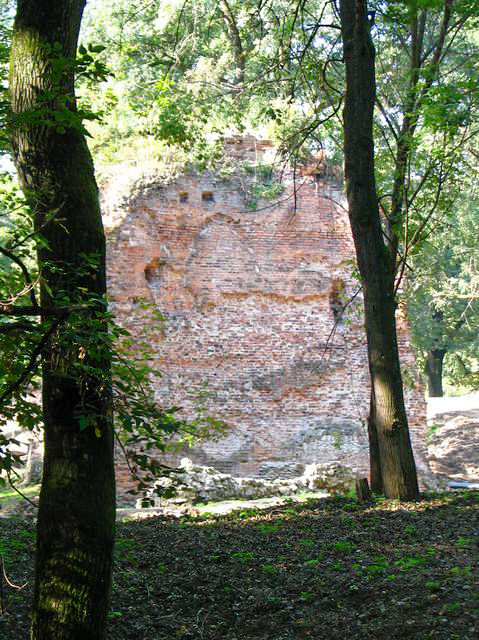
château Parič
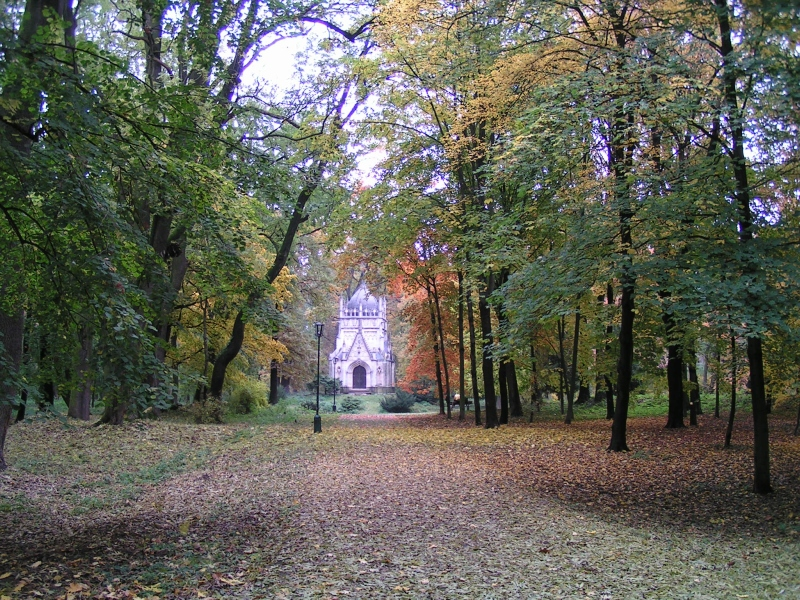
Mausolée de la famille de Gyula Andrássy
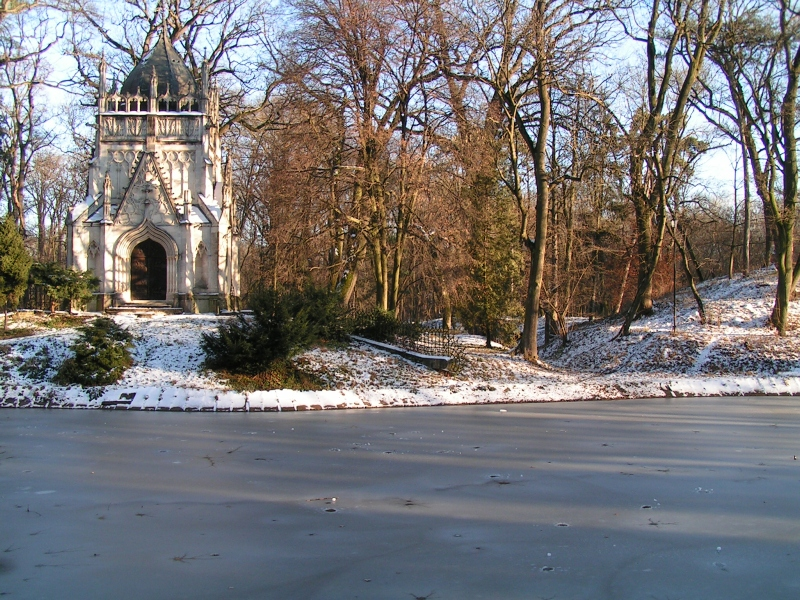
Mausolée de la famille de Gyula Andrássy
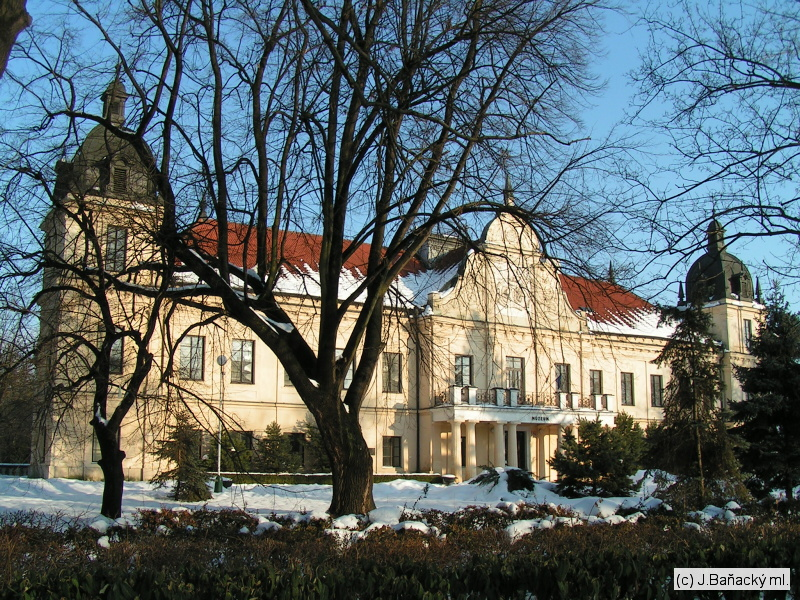
Château baroco-classique de 1786
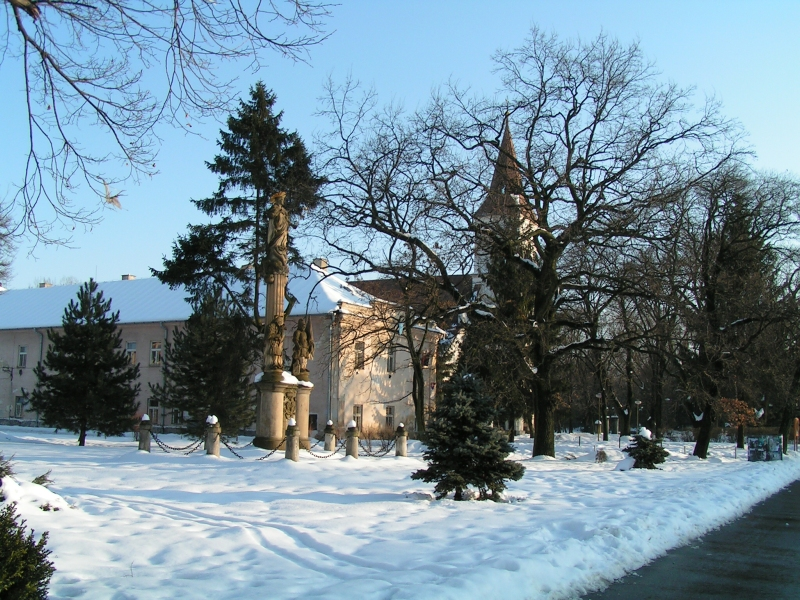
Statue de Marie (Immaculée)
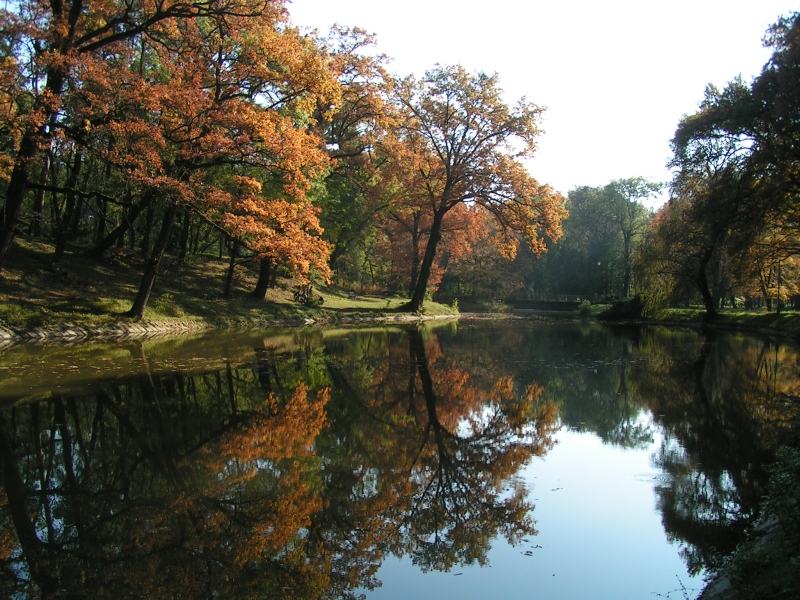
Parc de la ville

## Démographie
La population de la ville s'élève à 23 356 habitants (au 31 décembre 2008). Celle-ci est en croissance depuis le milieu du XIXe siècle à l'exception de la période de la Seconde Guerre mondiale. En 1942, vivaient officiellement 619 juifs à Trebišov. Ceux-ci subirent les lois d'aryanisation et les déportations sous le régime de la Première république slovaque.

## Transport
La ville constitue un carrefour ferroviaire secondaire qui se compose de trois lignes à écartement normal.
- La ligne 190 entre Košice et Čierna nad Tisou possède un embranchement depuis Kalša vers Trebišov.
- La ligne 191 entre Michaľany et Medzilaborce.
- La ligne 192 entre Trebišov et Vranov nad Topľou est exclusivement réservé au trafic marchandise depuis le 2 février 2003.

et la ligne 500 à écartement large entre l’Ukraine et Košice
Le transport urbain est assuré par trois ligne de bus et 24 lignes pour le transport routier interurbain et vers les villages voisins.

## Enseignement
Depuis le 12 septembre 1949, date de la création du gymnasium (lycée), de nombreux élèves des environs fréquentent les écoles de Trebišov au niveau de l’enseignement secondaire. Un second gymnasium de confession catholique fut fondé le 1er septembre 1995. Les écoles secondaires spécialisées de la ville sont une académie de commerce, une école technique agro-alimentaire, une école professionnelle de mécanique et une école pour jeunes filles.
Pour les plus jeunes, la ville compte six écoles élémentaires et une école artistique.

## Sport
Le principal club de football de la ville est le FK Slavoj Trebišov qui évolue en 1re ligue de l’est de la Slovaquie. Le hockey sur glace à Trebišov bénéficie des installations d’un stade d’hiver ouvert depuis le 12 novembre 1994. Le club HK Trebišov évolue en 1re ligue slovaque ce qui équivaut au second niveau national.
Les autres sports pratiqués dans la ville sont le handball avec le HK Slavoj Trebišov ou le tennis avec le TK Slavoj Deva Trebišov. Le club de natation ŠKP Trebišov profite des installations de la piscine couverte de la ville.

## Jumelages
Trebišov a tissé des liens avec 5 villes situées dans les pays voisins de la Slovaquie:
- Sárospatak (Hongrie)
- Berehove (Ukraine)
- Hodonín (Tchéquie)
- Jasło (Pologne)
- Chełm (Pologne)

## Personnalités
- Marián Čalfa - ancien premier ministre de la Tchécoslovaquie de 1989 à 1992
- Marek Čech - footballeur